# Linaria bamianica
Linaria bamianica är en grobladsväxtart som beskrevs av Patzak. Linaria bamianica ingår i släktet sporrar, och familjen grobladsväxter. Inga underarter finns listade i Catalogue of Life.